# Hnanice
Hnanice település Csehországban, a Znojmói járásban. Hnanice Havraníky, Podmolí és Šatov településekkel határos. Lakosainak száma 354 fő (2024. január 1.).

## Népesség
A település lakosságának változását az alábbi diagram mutatja:
| Lakosok száma | 624  | 613  | 584  | 353  | 235  | 290  | 348  | 371  | 365  | 354  |
|               | 1869 | 1890 | 1921 | 1950 | 1980 | 2001 | 2017 | 2019 | 2022 | 2024 |